# والتر دبليو. لو
والتر دبليو. لو (بالإنجليزية: Walter W. Law)‏ هو شخصية أعمال أمريكي، ولد في 13 نوفمبر 1837 في Kidderminster ‏ في المملكة المتحدة، وتوفي في 17 يناير 1924 في سامرفيل في الولايات المتحدة.